# دومینیک کوترز
دومینیک کوترز (به انگلیسی: Dominique Cottrez) زنی فرانسوی است که در فاصله سال‌های ۱۹۸۹ تا ۲۰۰۶ در شمال این کشور هشت نوزادش را به قتل رسانید. بقایای اجساد در روستای «ویلرز او ترتره» در نزدیکی شهر لیل در شمال فرانسه پیدا شده‌است.